# Biserica „Sfinții Arhangheli Mihail și Gavriil” din Bălți (strada Mircea cel Bătrân)
Biserica „Sfinții Arhangheli Mihail și Gavriil” este o biserică amplasată pe str. Mircea cel Bătrân, 75/A în Bălți, Republica Moldova. Este un monument arhitectural de importanță națională inclus în Registrul monumentelor Republicii Moldova ocrotite de stat cu nr. 9 (municipiul Bălți). Datează din 1926-1936.